# آیگدزور، شمال سیونیک
آیگدزور (به ارمنی: Այգեձոր) یک منطقهٔ مسکونی در ارمنستان است که در شمال استان سیونیک واقع شده‌است.  در  کیلومتری جنوب کاپان، مرکز استان سیونیک واقع شده است.